# Angelus z Gualdo Tadino
Blahoslavený Angelus z Gualdo Tadino († 15. ledna 1325, Gualdo Tadino) byl italský mnich a poustevník, žijící ve 13. a 14. století. Katolická církev ho uctívá jako blahoslaveného.

## Život
Narodil se kolem asi roku 1265 do chudé rodiny poblíž Gualdo Tadino. V šestnácti letech vstoupil do kláštera kamaldulů. Asi roku 1300 získal povolení od opata aby se stal poustevníkem poblíž kláštera.

## Smrt a úcta
Zemřel 15. ledna 1325. Jeho tělo bylo přeneseno do kostela sv. Benedikta v Gualdo. Roku 1343 bylo přeneseno do kostelní kaple blahoslaveným Alessandrem Vinciolim a 16. dubna 1443 pod nový oltář baziliky sv. Benedikta.
Jeho svátek se slaví 15. ledna.
Dne 17. prosince 1633 uznal papež Urban VIII. jeho kult jako blahoslaveného a znovu byl uznaný 3. srpna 1825 papežem Lvem XII.
V Martyrologiu Romanum je psáno;
| „ | Na území Gualdo Tadino v Umbrii, blahoslavený Angelus, poustevník. | “ |